# (5093) Svirelia
(5093) Svirelia es un asteroide perteneciente a la familia de Eunomia en el cinturón de asteroides, es un asteroide perteneciente al cinturón de asteroides, descubierto el 14 de octubre de 1982 por Liudmila Karachkina desde el Observatorio Astrofísico de Crimea (República de Crimea).

## Designación y nombre
Designado provisionalmente como 1982 TG1. Fue nombrado Svirelia en honor a Elsa Gustavovna Sviridova, esposa del compositor soviético Georgy Sviridov Vasílievich.

## Características orbitales
Svirelia está situado a una distancia media del Sol de 2,662 ua, pudiendo alejarse hasta 3,112 ua y acercarse hasta 2,211 ua. Su excentricidad es 0,169 y la inclinación orbital 12,72 grados. Emplea 1586,45 días en completar una órbita alrededor del Sol.
El próximo acercamiento a la órbita terrestre se producirá el 25 de noviembre de 2127.

## Características físicas
La magnitud absoluta de Svirelia es 12,6. Tiene 8 km de diámetro y su albedo se estima en 0,179.